# 재키 벤전스
제케리 제임스 브레이커(Zachary James Braker, 1981년 12월 11일 ~ )는 미국의 음악가, 기타리스트로, 제키 벤젠로 알려져있으며 미국의 헤비 메탈밴드인어벤지드 세븐폴드에서 리듬기타, 베킹보컬을 맡고 있다.

## 유년시절
제키는 워싱턴주 올림피아에서 제임스,마리아 베이커 부부사에서 태어나고 그가 고등학생일 때 그의 누나인 Zina(지나) 와 남동생 Matthew(메튜) 와함께캘리포니아주 헌팅턴비치로 이사를 했다. 그는 이탈리아, 독일혼혈이다

## 전기
제키는 헌팅턴비치고등학교에서 엠 섀도우스, 더 레브와 함께 어벤지드 세븐폴드를 결성했다. 어벤지드 세븐폴드를 결성하기전 그가 소속되어 있던 첫번째 밴드는 크러스트 펑크밴드인 Society Down 라는 밴드였다. Society Down 이후 그는 MPA 라는 펑크 락밴드에 소속됐었다. 하지만 이것들은 모두 성공적이지 않았다.

## 예명
제키는 사람들이 어린시절 잠재력을 알아주길 바랬기 때문에 제키 벤전스라젠예명을 만들어 활동을 시작했다. 제키는 조니와 서로 활동하기 적합했기 때문에 조니 크라이스트와 함께 활동을 시작했다

## 음반 목록
- Sounding the Seventh Trumpet (2001)
- Waking The Fallen (2003)
- City of Evil (2005)
- Avenged Sevenfold (2007)
- Live in the LBC & Diamonds in the Rough (2008)
- Nightmare (2010)
- Hail to the King (2013)
- The Stage (2016)